# 焦尔瓦德
焦尔瓦德（羅馬化：Chorvād）是印度古吉拉特邦朱纳格特县的一个城镇。总人口21196（2001年）。

## 人口
该地2001年总人口21196人，其中男性10956人，女性10240人；0—6岁人口2507人，其中男1262人，女1245人；识字率50.47%，其中男性为61.99%，女性为38.14%。